# RAe TEE II
Pour les articles homonymes, voir Rae.

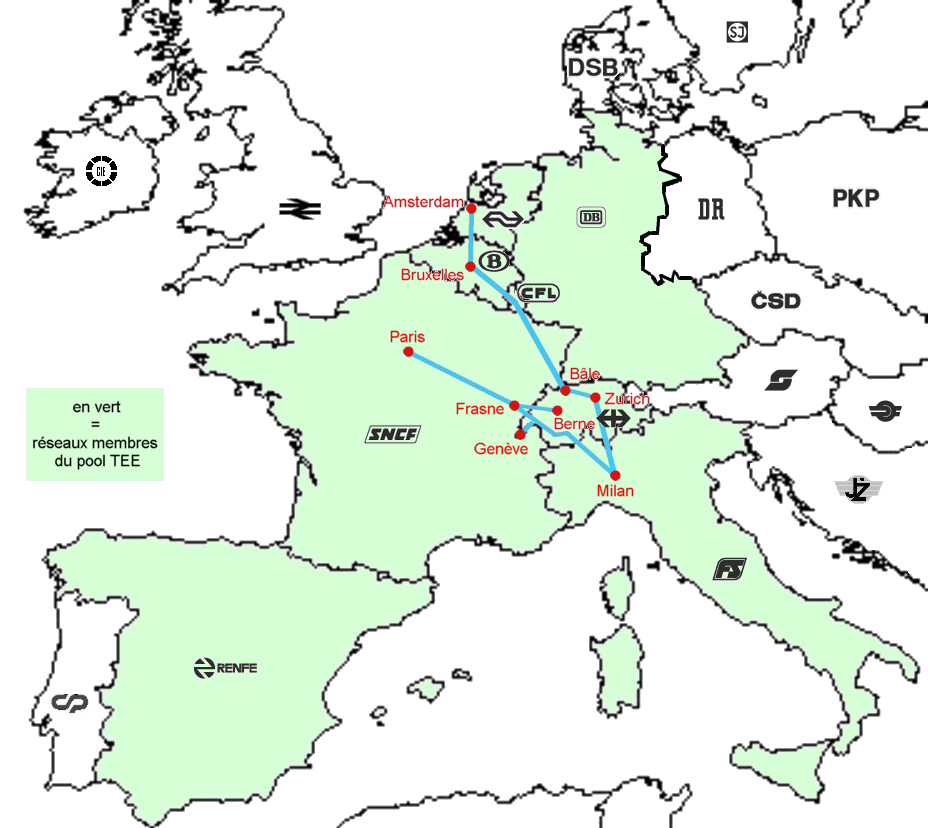
Rayon d'action des RAe TEE II et RABe EC tout au long de leur carrière

Le RAe TEE II, aussi connu sous le nom de Gottardo, est un célèbre train automoteur des chemins de fer fédéraux suisses (SBB-CFF-FFS) utilisé pour les services Trans-Europ-Express. Ce sont pour les CFF des trains TEE de la seconde génération, d'où la dénomination TEE II par opposition aux RAm TEE I.

## Historique
Au printemps 1959, les CFF passèrent commande à l'industrie ferroviaire suisse de quatre trains capables d'assurer les services Trans-Europ-Express sur les différents réseaux ferroviaires ouest-européens. Les suisses voulaient faire la liaison entre le réseau TEE du nord de l'Europe et, après la traversée des Alpes suisses, le réseau TEE du sud de l'Europe (Milan/Lyon et Milan/Marseille) en rejoignant l'Italie. Pour la traction, deux solutions s'offraient aux concepteurs : la traction thermique ou électrique avec un train polytension. L'industrie suisse n'étant pas spécialiste de la traction thermique, la traction électrique offrant plus de souplesse au niveau de la traction fut logiquement choisie. Ce choix imposa donc que ces trains soient compatibles avec les quatre tensions électriques différentes présentes sur ces réseaux,
Elle fut surtout nécessaire pour pouvoir avoir une puissance suffisante (plus de 3 000 ch) pour affronter les rampes (jusqu'à 26 pour mille) sur l'accès au tunnel du Gottard et du Simplon et aussi, pour pouvoir traverser ces longs tunnels alpins (plus de 19 km pour le Simplon), ce que la traction thermique ne pouvait pas et générait des problèmes dus aux gaz d'échappement.
La partie mécanique est réalisée par la Schweizerische Industrie Gesellschaft (SIG), la partie électrique par la Maschinenfabrik Oerlikon (MFO) et Brown Boveri Company CC pour les parties climatisation et pantographes.
Le système est quadritension (1,5 kV, 3 kV, 15 kV et 25 kV), tri-fréquence (continu, 16 2/3 Hz et 50Hz) et bi-courant (continu et alternatif) et fut reconduit sur dix locomotives CC 40100 de la SNCF et huit de la série 18 de la SNCB, également créées pour les services TEE.

### Début de carrière
Ces quatre trains réversibles de cinq caisses furent mis en service pour l'horaire d'hiver 1961 sur trois relations TEE :
- « TEE Gottardo » et « TEE Ticino » Zurich - Milan via le Gothard
- « TEE Cisalpin » Milan - Paris via le Simplon, Lausanne et le tunnel du Mont d'Or (entre Vallorbe et Frasne)

Le tournus suivant fut mis en place :
- 1er jour : 
  -  Gottardo : Zürich HB – Milano C
  -  Cisalpin : Milano C – Paris-Gare de Lyon
- 2e jour :
  -  Cisalpin : Paris-Gare de Lyon – Milano C
- 3e jour :
  -  Ticino : Milano C – Zürich HB
  -  Ticino : Zürich HB – Milano C
  -  Gottardo : Milano C – Zürich HB
- 4e jour : entretien à Zurich.

### L'accident

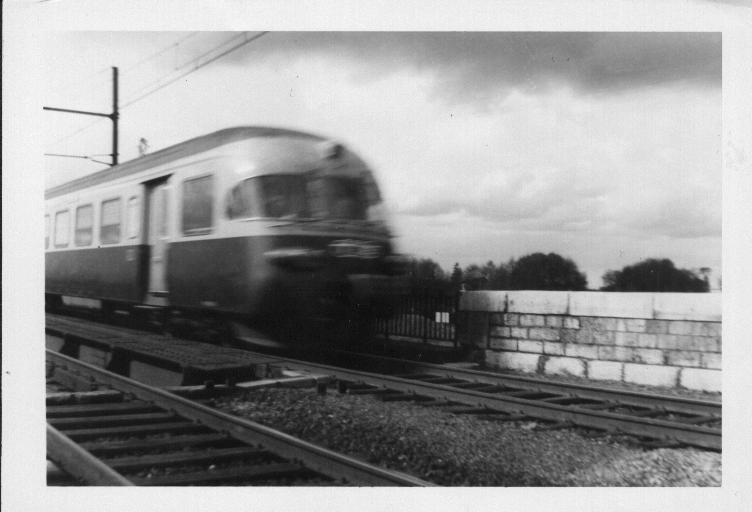
Rame TEE Le Cisalpin, en circulation sur Dijon - Dole, (sens Paris-Milan), sortant du pont sur la Saône à Auxonne, années 1964-1965

Le 5 octobre 1962, soit peu de temps après la mise en service des RAe, le TEE Cisalpin est victime d'un grave accident près de Montbard. Lancée à 140 km/h, roulant en direction de Paris, la rame 1053 percute un wagon-citerne d'un train de marchandises roulant sur la voie 1, couché à travers les voies à la suite d'une rupture de fusée, avec un engagement du gabarit de la voie 2 et elle déraille. L'accident fait neuf victimes et trois blessés graves.
Durant la longue remise en état du train (près d'un an et demi), les CFF firent le pari de tenir le service sans effectuer l'entretien initialement prévu un jour sur quatre à Zurich. Contre toute attente, ce pari fut gagné et pas une seule panne irréparable n'entrava l'exploitation.

### Jusqu'en1988
En 1966, il est décidé d'augmenter la capacité en ajoutant une voiture supplémentaire de 42 places et de construire une cinquième rame. Cette dernière, comportant déjà six éléments, sera mise en service l'année suivante.
Au début des années 1970, la SNCF reprocha aux CFF le manque de souplesse des rames RAe TEE II, indéformables et incompatibles avec tout autre matériel ferroviaire. S'il fallait renforcer le train lors d'un pic de trafic, il n'y avait pas d'autre solution que d'ajouter une seconde rame, la capacité du train passant ainsi du simple au double. Il fut donc décidé d'assurer le Cisalpin dès le 26 mai 1974 avec une rame tractée composée des nouvelles voitures Mistral 1969 pour mieux répondre à la demande croissante.
Les rames RAe dégagées du parcours Paris-Milan sont alors basculées sur les liaisons Zurich-Bruxelles assurées depuis 1957 par les rames diesel hollando-suisses RAm, qui arrivent à bout de course.
Outre les Gottardo et Ticino, les RAe effectuèrent encore les relations TEE suivantes :
- Edelweiss : Zürich HB ↔ Amsterdam CS
- Iris : Zürich HB ↔ Bruxelles-Midi

Ainsi que, pendant un certain temps, une relation entre Zürich-Flughafen et Basel SBB pour le compte de Swissair.

### La périodeEuroCity

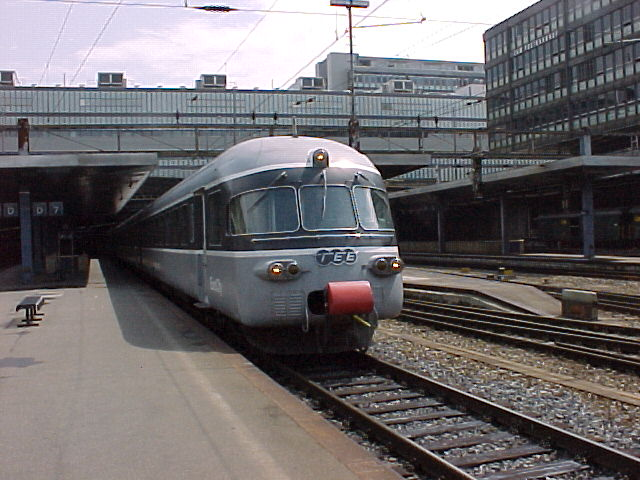
RABe EC en gare de Berne

Dès 1988, les relations TEE cessèrent et les RAe furent alors transformés pour assurer des relations EuroCity. Elles reçurent une nouvelle livrée gris clair/gris foncé et la seconde classe fit son apparition.
Ainsi rénovées, elles reçurent un Brunel Award récompensant leur design, ainsi que le doux surnom de « Souris grises ».
Les désormais RABe EC effectuèrent les relations EuroCity suivantes :
- Gottardo et  Manzoni : Zürich HB ↔ Milano C via le Gothard ;
- Killesberg et  Uetliberg : Zürich HB ↔ Stuttgart Hbf via Schaffhouse ;
- Cisalpin  et  Lutecia : Milano C ↔ Genève via le Simplon, avec correspondance TGV à Lausanne pour Paris. Ces TGV portaient les mêmes noms d'EuroCity.

Puis, également une liaison entre Berne et Frasne, en passant par Bienne et Neuchâtel pour assurer la correspondance avec les TGV Lausanne - Paris.

### La fin

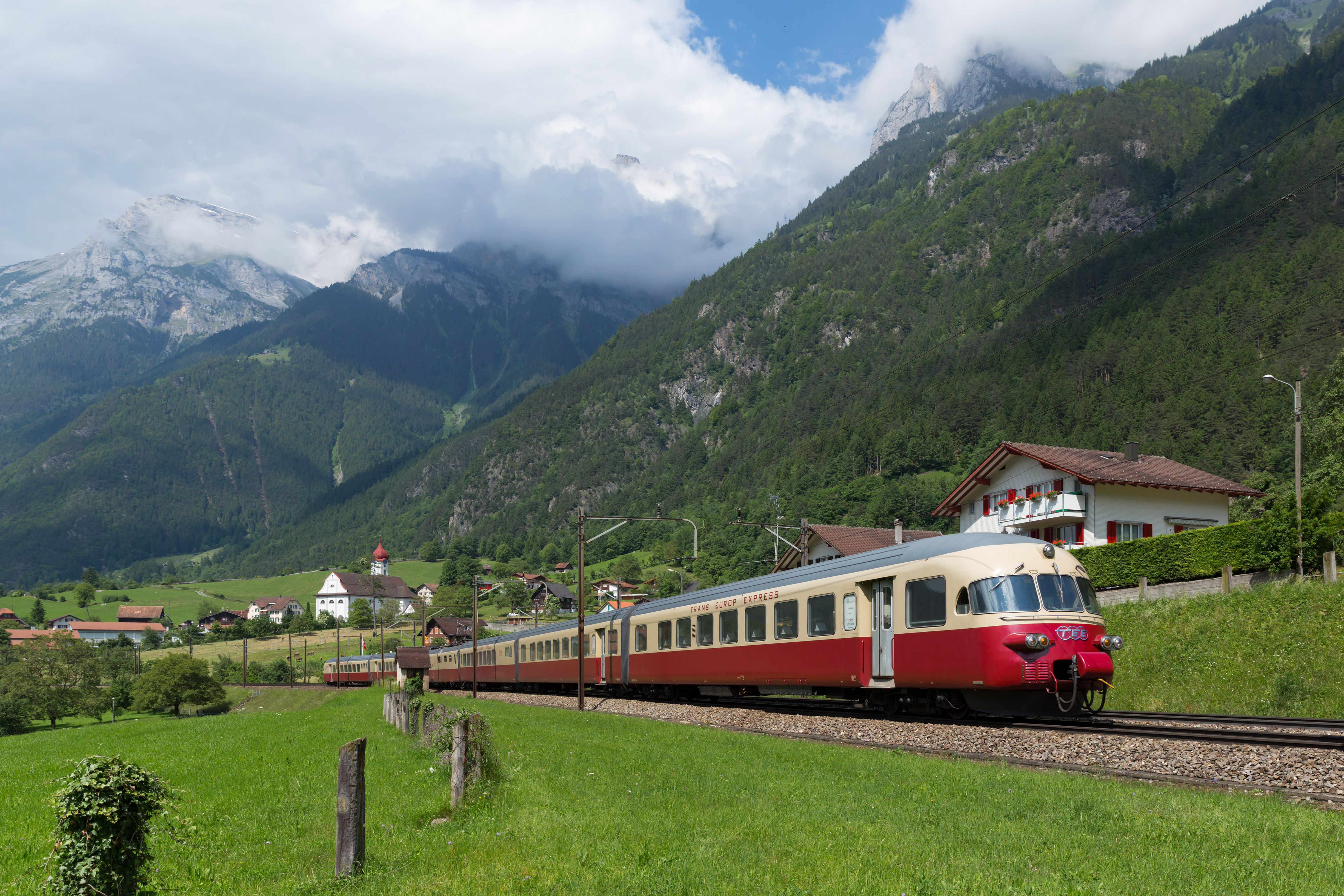
Le SBB RAe TEE II traversant Silenen en Suisse. Juin 2013.

Après près de quarante ans de service, les RABe EC accusèrent de plus en plus leur âge. Les rames 1052 et 1054 furent retirées du service dès 1995 et envoyées à la ferraille. Les trois autres furent radiées à leur tour en 1999 et 2000, l'une d'elles servit quelque temps comme bureaux loués à des particuliers en gare de Bienne.
La rame 1053, celle-ci même qui subit l'accident de Montbard, fut choisie comme véhicule historique préservé. Elle est alors remise à neuf dans les ateliers BLS de Bönigen et retrouve sa livrée rouge/crème TEE d'origine. Elle fait partie aujourd'hui du contingent de SBB Historic, la fondation pour le patrimoine historique des CFF, et il est possible de la louer pour des voyages en groupe. La voiture-restaurant a retrouvé sa configuration d'origine et la voiture 5 a été dotée d'un aménagement spécial comprenant des tables et un piano.
- Durant le printemps 2014, cette rame a refait un parcours d'essais, entre Genève et la Plaine, en mode 1 500 volts continu (cette tension a été supprimée définitivement le 15 juillet 2014, sur cette portion), dans l'optique de vérifier le bon fonctionnement de la motrice sur les tensions autres que le 15 kV 16,7 Hz utilisé sur les CFF, la DB, OBB, SJ et NSB. Ce qui laisse à penser que cette rame pourrait faire des excursions dans les pays étrangers à la Suisse (elle a conservé son aptitude à rouler en France sur le réseau RFF, aussi bien en 1 500 V continu, qu'en 25 000 V alternatif 50 Hz, la rame a conservé le KVB, installé du temps où elles faisaient des navettes Frasne-Bern, via Pontarlier, durant les années 90). Cependant cette rame ne pourrait pas circuler sur la ligne des Causses (Beziers-Neussargues), en raison de l'archet du pantographe 1 500 V continu étroit, implanté sur la motrice, inadapté au désaxement large de la caténaire Midi (datant de 1932).

## Descriptif
À l'origine (époque 1961/1966), une rame se compose de la manière suivante :
- Une voiture-pilote en 1re classe à couloir central, disposition des sièges 2+1 (voiture 1), non fumeurs, sièges gris bleutés
- Un élément-moteur (A1A A1A), avec compartiment de service et cuisine (voiture 2)
- Une voiture-restaurant avec bar (voiture 3)
- Une voiture en 1re classe à couloir central, disposition des sièges 2+1 (voiture 4), fumeurs, sièges moutarde rayé marron
- Une seconde voiture-pilote (voiture 5) identique à la première, fumeurs, sièges rouges

À partir de 1966, une seconde voiture intermédiaire (voiture 2), identique à la voiture 4 (devenue alors voiture 5), a été intercalée entre la première voiture-pilote et l'élément moteur. Cette voiture rajoutée devait avoir ses sièges de couleur verte. Sur un plan SIG de Mai 1965, dans cette version à 6 caisses, les voitures intermédiaires 2 et 5 étaient indiquée "non fumeur". Les voitures pilotes 1 et 6 étaient indiquées "fumeur".
Contrairement à l'époque 1961/1966, la répartition des couleurs des sièges dans la version à 6 caisses est incertaine : si les 3 teintes initiales des sièges ont été très certainement maintenues et comme la voiture rajoutée avait les sièges vert, on peut donc raisonnablement penser avoir le schéma suivant : 
- Voiture pilote 1, fumeurs, sièges gris bleutés,

- voiture intermédiaire 2, non fumeurs, sièges verts,

- Un élément-moteur (A1A A1A), avec compartiment de service et cuisine (voiture 3)
- Une voiture-restaurant avec bar (voiture 4)

- voiture intermédiaire 5, non-fumeurs, sièges moutarde rayé marron

- voiture pilote 6, fumeurs, sièges rouges.

Lors de la transformation en RABe EC, la voiture-restaurant a perdu de la place au profit de sièges de 2e classe (couloir central, disposition 2+2) et les voitures 5 et 6 reçurent la même disposition de sièges de 2e classe. La voiture restaurant a aussi retournée de 180° afin de mettre la partie bar vers l'élément moteur où se trouve la cuisine: cela a été possible car la voiture restaurant a ses entrées (via les soufflets étanches) en diagonale.
À chaque extrémité du train étaient disposés des attelages automatiques Scharfenberg, permettant d'accoupler deux rames RAe TEE II (resp. RABe EC) en unités multiples, doublant ainsi la capacité, ou d'atteler une locomotive de secours en cas de panne.
La disposition particulière des lampes frontales est à souligner. Chaque voiture-pilote possède 5 feux : 1 supérieur et 4 inférieurs (2 de chaque côté). Le feu supérieur et les deux feux extérieurs éclairent en blanc ou rouge (3 blancs : marche normale ; 2 rouges : fin de convoi ; 3 rouges : signal d'alerte aux CFF). Les deux feux intérieurs sont commutables jaune ou vert (jaune : signalisation NS ; vert : disposition spéciale FS) 
Pendant la marche, un mécanicien de bord était présent en permanence afin d'assurer la maintenance et d'éventuels dépannages. La rame étant si particulière et les nombreux pays traversés (donc les langues parlées) qu'une telle présence à bord était nécessaire et rassurante. Si aucun problème technique ne l'accaparait, le mécanicien de bord se rendait alors utile à la cuisine, au bar ou au restaurant.

### Données techniques
Construits en 1961 (1051-1054) et 1967 (1055) par SIG et MFO Oerlikon
- Vitesse maximale : 160 km/h
- Puissance : 2 310 kW (3 143 ch) sous 15 kV, 16 2/3 Hz, 2 272 kW (3 090 ch) sous autres tensions
- Moteur de traction : Moteur à courant continu 1500 V

#### RAe TEE II 5 éléments
Entre 1961 et 1966
- Composition : At-Re-WR-A-At
- Longueur hors tampons : 125 334 mm
- Tare : 259 tonnes
- Nombre de places voyageur assis (vendues commercialement): 126 en 1re classe
- Restaurant: 48 places + 6 places en face du bar

#### RAe TEE II 6 éléments
Entre 1967 et 1988/89
- Composition : At-A-Re-WR-A-At
- Longueur hors tampons : 149 760 mm
- Tare : 296 tonnes
- Nombre de places voyageur assis (vendues commercialement): 168 en 1re classe
- Restaurant: 48 places + 6 places en face du bar

#### RABe EC
Dès 1988/89 jusqu'au retrait du service
- Composition : At-A-Re-BR-B-Bt
- Longueur hors tampons : 149 760 mm
- Tare : 309 tonnes
- Nombre de places voyageur assis (vendues commercialement): 84 en 1re classe, 108 en 2nde classe
- Restaurant: 39 places assises

### Pantographes et tensions
Le réseau ferré européen comporte de nombreux systèmes d'électrification différents ; afin que le RAe TEE II puisse circuler dans tous les pays du pool TEE, pas moins de quatre pantographes différents étaient nécessaires. La conception particulière de ces derniers leur permettait de s’imbriquer lorsqu’ils sont en position basse.
Voici sur quels réseaux étaient utilisés ces différents pantographes :
|                       | Pantographe 1  | Pantographe 2  | Pantographe 2  | Pantographe 3  | Pantographe 4         | Pantographe 4         | Pantographe 4         |
| Réseaux               | SNCF           | SNCF           | FS             | CFF            | SNCB                  | NS                    | DB et ÖBB             |
| Courant capté         | continu        | alternatif     | continu        | alternatif     | continu               | continu               | alternatif            |
| Tension               | 1 500 V        | 25 kV 50 Hz    | 3 000 V        | 15 kV 16,7 Hz  | 3 000 V               | 1 500 V               | 15 kV 16,7 Hz         |
| Conception palette    | palette double | palette simple | palette simple | palette simple | palette double        | palette double        | palette double        |
| Largeur palette       | 1 950 mm       | 1 450 mm       | 1 450 mm       | 1 320 mm       | 1 950 mm              | 1 950 mm              | 1 950 mm              |
| Matière palette       | cuivre-fer     | cuivre-fer     | cuivre-fer     | aluminium      | carbone               | carbone               | carbone               |
| Panto de réserve pour | FS             | —              | —              | FS             | SNCF (CA 25 kV 50 Hz) | SNCF (CA 25 kV 50 Hz) | SNCF (CA 25 kV 50 Hz) |

## Modélisme ferroviaire
Ce prestigieux train était bien sûr destiné à se retrouver au catalogue de fabricants de modèles réduits ferroviaires. Mais la diversité de caisse exigeait quatre moules soient fabriqués afin de réaliser un train de six voitures ! La rentabilité d'un tel modèle n'était pas garantie. Malgré tout, quelques marques l'ont tout de même réalisé :

### Échelle HO(1/87e)
- L'artisan lausannois Metropolitan fut le premier à fabriquer un modèle réduit de cette rame en 1980/1982 (en sous-traitance avec Arnaldo Pocher (it)à Turin), mais si le modèle (seulement livrée TEE) était bien plus finement réalisé, le prix allait de pair : il présentait cependant un défaut notable qui était le suivant : les caisses étaient très "hautes sur patte" afin de permettre la rotation des boggies sans découper les bas de caisse au niveau des boggies.
- Lima, le fabricant italien fut le premier à réaliser le Gottardo / Cisalpin accessible à toutes les bourses, en livrée TEE en 1986 puis la version EC quelques années plus tard. Le coffret de base contenait 2 voitures pilotes, une voiture intermédiaire et l'élément moteur. Il était possible d'acheter à l'unité la voiture restaurant pour constituer la rame à 5 éléments et une autre voiture intermédiaire pour avoir la rame à 6 éléments. Ce modèle fut élu "modèle de l'année 1986" en Suisse mais présentait cependant quelques simplifications : intérieurs uniformément beige, bas de caisse amovibles pour le pivotement de tous les boggies mais les équipements de toiture de l'élément moteur étaient très bien représentés.
- Lima ayant été racheté par Rivarossi, cet autre fabricant italien a ressorti cette rame en utilisant les moules Lima mais en améliorant un certain nombre de détails. Seule la version d'origine à 5 caisses est proposée, en livrée TEE. Rivarossi et Lima ayant été repris par le groupe Hornby International (avec Jouef), les moules sont les mêmes que ceux du train Lima et ces deux reproductions sont très similaires.
- HUI modellbau l'a aussi proposé en série limitée (par superdétaillage et amélioration mécanique de la rame fabriquée par Lima puis Rivarossi puis Hornby).
- Pour célébrer les 50 ans des TEE, l'allemand Märklin propose le RAe depuis 2007, en version 1961-67 à 5 éléments, puis dès 2009 en version EC à 6 caisses. Dernièrement[Quand ?], la version 6 caisses en décoration TEE rouge & beige a été commercialisée. Les modèles sont raccourcis au 1/93e.
- LS Models réalise la rame RAe à l'échelle exacte, en 2 versions : 5 caisses (époque III), 6 caisses (ép. IV). LS Models avait aussi prévu la sortie de son modèle en décoration « Sourie Grise » c'est-à-dire, la RABe (ép. IV/V) et rame historique (ép. V/VI) mais les déboires avec son fabricant chinois (Model Gala) empêchera la sortie de ces 2 dernières versions prévues ; Magnifique modèle sur de nombreux points (dont l'éclairage des lampes des tables de la voiture restaurant), il fut cependant très critiqué pour quelques aspects bâclés : sièges tous marron sans respect des différentes couleurs, parois de la salle restaurant non peintes en rouge, chasse obstacle trop avancé, timon support de l'attelage Scharfenberg trop long, cache-attelage Scharfenberg trop large, jupes cache-boggies de l'élément moteur mal conçues et par son système inédit (et peu fidèle au réel) des soufflets d'intercommunication[3][source insuffisante].
- Lematec (en) a sorti un modèle haut de gamme en laiton, avec éclairage de toutes les voitures . Avec des bas de caisse complets, elle peut cependant passer sur des rayons de l'ordre de 600 mm. On pourra cependant lui reprocher plusieurs points mal reproduits : la séparation rouge/beige sur les avants des voitures pilote ne remonterait pas assez, ce qui aurait entrainé la pose du logo TEE un peu bas. Par ailleurs, sur la voiture restaurant, Lematec a inséré un cinéma d'itinéraire (avec destinations départ/arrivée) alors que cette fenêtre éclaire (sur la rame réelle) un petit local avec table et chaise. Les feux rouges sont sur les optiques intérieures des phares alors qu'ils devraient être sur les optiques extérieurs. Lematec a fait les sièges de la voiture no 2 de couleur bleue alors qu'ils devraient être en réalité verts.[réf. nécessaire] Enfin cette rame semble un peu haute sur pattes mais ce point est à vérifier.[Interprétation personnelle ?]

### Échelle N(1/160e)
- Kato/Hobbytrain présente à son catalogue le Gottardo en version TEE ; la version EC a aussi été réalisée.

### Autres échelles
Il est possible que quelques artisans en aient fabriqué une petite production, tel Hermann à l'échelle 0.
Lematec a réalisé récemment (2021) une reproduction de cette rame RAe à l'échelle 1 (1/32ième) en version à 5 éléments et 6 éléments (décoration TEE): pour 6 éléments, cela donne une longueur du modèle réduit de 4,69 m de long : La aussi, la couleur des sièges de la voiture intermédiaire N°2 sont rouges alors qu'ils devraient être en principe vert. Enfin, une version EuroCity grise à 6 éléments a été aussi fabriquée. 
Bibliographie
- « Locomotives et automotrices CFF », Secrétariat général CFF, Berne 1997, disponible sur le site de CFF Historic
- « La légende des TEE », Maurice Mertens & Jean-Pierre Malaspina, LR Presse 2007
- Historique et technique sur Photos-trains.ch
- (it) Yves Machefert-Tassin, « Les différents types de locomotives et de trains automoteurs polycourants », traduction d'un article paru dans "Le Génie Civil",, vol. vol. 18, nos. 2, 3, 4, 1962.,‎ 15 juin, 1er juillet et 15 juillet 1962, p. 175-185, 291-299, 397-409.